# Therese Albertine Luise Robinson
Therese Albertine Luise Robinson   (Halle, 26 de gener de 1797 - Hamburg, 13 d'abril de 1870) fou una autora, lingüista i traductora germano-estatunidenca, segona dona de l'erudit bíblic Edward Robinson. Publicava amb el pseudònim Talvj, un acrònim derivat de les inicials del seu nom de naixement.
L'autora escrigué un prefaci autobiogràfic breu en el Brockhausischen Converses-Lexikon (1840).

## Biografia

### Anys a Rússia
Va nàixer l'any 1797 a Halle. Son pare era Ludwig Heinrich von Jakob, escriptor polític i professor de filosofia. El 1806 o 1807, acompanyà al seu pare a un lloc de treball a la Universitat de Khàrkiv, Rússia (actualment Khàrkiv, a Ucraïna), on treballà durant tres (o potser cinc) anys, mentrestant estudià llengües eslaves. La privaren d'una educació oficial, tot i que tingué accés a la biblioteca universitària. Al 1810 o 1811 son pare fou assignat a un treball a Sant Petersburg per ajudar en la revisió del codi criminal i, durant aquest temps, se li denegà la possibilitat de prendre classes. Malgrat això, Thèrese llegia amb avidesa, sobretot sobre història. Segons Voigt, cap de les poesies que escrigué durant la seua estada a Sant Petersburg es publicà al llarg de la seua vida i, probablement, la majoria es destruïren, tot i que poemes com "Sehnsucht" ('Nostàlgia') de l'any 1813 apareixerien impresos.

### Retorn a Alemanya
Al 1816, la família torna a Halle. Continuava escrivint poesia i contes, però era poc inclinada a publicar-los amb el seu veritable nom. Traduí Eterna mortalitat o Els puritans d'Escòcia de Walter Scott i El nan negre, que publicà amb el pseudònim "Ernst Berthold" (Halle, 1822). Suposadament, ho va fer per una petita quantitat de diners i contra la seua voluntat. El 1822 presenta una sèrie de crítiques literàries, que eren autodenigratòries, signades com "ein Frauenzimmer".
Talvj era el seu pseudònim inventat, un anagrama format per les inicials del seu nom de soltera (Thèrese Albertine Louise von Jacob) que utilitzaria després per a signar els seus treballs, començant amb Psyche (1825), una col·lecció de tres contes.

### Idioma serbi i Goethe
El seu interés pel serbi es donà després de llegir Jacob Grimm, un crític de cançons populars sèrbies, i s'endinsà en l'estudi d'aquesta llengua per mitigar el dolor que sentia a causa de la mort de la seua germana al 1823. Aviat en dominà l'idioma, gràcies al seu coneixement previ del rus, i començà a traduir cançons populars sèrbies. En assabentar-se que Goethe estava interessat en aquestes cançons, ella, "malgrat la seua timidesa aclaparant", li escrigué sobre el seu projecte acompanyant l'explicació amb esborranys de traduccions de cançons que havia fet. La seua traducció de Volkslieder der Serben (Cançons populars dels serbis) es publicà al 1826 després de la motivadora resposta, tant per correu com en persona, de Goethe. L'autor li recomanà la seua creació en Kunst und Alertum i feu una comparació de la seua obra i la de Grimm, considerant que les creacions de Thèrese estaven escrites en un llenguatge molt més accessible que les traduccions literals del crític alemany. En su crítica de 1822, se identificaba a sí misma como "Briefe eines Frauenzimmers". Frauenzimmer es un término para mujeres, ahora considerado peyorativo, pero con el que Goethe jugaba remarcando que ella podría llamarse a sí misma eso, aunque con talento y un extraordinario carácter Així doncs, el treball de Thèrese esdevingué un segell de qualitat per a la posteritat.

### Matrimoni i arribada als Estats Units
L'agost del 1828, es casa amb el teòleg estatunidenc Edward Robinson. Durant aquest temps perdé la seua mare i el seu pare, la qual cosa la impulsà a deixar Alemanya. La parella romangué a Europa dos anys més, residint temporalment en diversos països.
Al 1830 arriben als Estats Units, a Andover, Massachusetts, on esperaven la càtedra de Robinson en el Seminari Andover. Thèrese no publicaria res durant quatre anys. Començà l'estudi de les llengües d'indis nadius americans, que culminà més tard en un manual traduït. Treballà en la seua capacitat personal com a connectora entre la cultura alemanya i estatunidenca; ajudà al treball del seu marit, introduint teologia alemanya i pensant en la publicació de Biblical Repository, que el seu marit creà al 1831.
Se n'anaren a Boston al 1833, i uní cercles intel·lectuals al voltant de Karl Follen. A l'any següent, reprengué l'activitat literària, primer traduint a l'alemany "Indian Languages of North America" de John Pickering, publicat en Encyclopedia Americana (1830–1831), que s'edità com Über die Indianischen Sprachen Amerikas (1834). El treball de Pickering proposava una ortografia estàndard per transcriure fonèticament els mots nadius americans per esmenar que acadèmics de distintes nacionalitats adoptaren esquemes de romanització incoherents. Aquest sistema es basava en el model de pronunciació alemany. Aquell any escriu Historical View of the Slavic Languages (Visió històrica de les llengües eslaves) publicat pel Biblical Repository del seu marit (Andover, 1834): després es reedità en forma de llibre més extens: Visió històrica de les llengües i la literatura de les nacions eslaves amb un resum de la seua poesia popular (Nova York i Londres, 1850).
Al 1836, donà de manera anònima "Popular Poetry of the Teutonic Nations" a la North American Review (Robinson, 1836). L'article incloïa un nombre de poemes traduïts de llengües escandinaves, després inclosos en Henry Wadsworth Longfellow ed., The Poets and Poetry of Europe (1847). El seu article es publicà més tard com un llibre en alemany titulat Característiques de les cançons populars de les nacions germàniques amb una descripció general de les cançons dels pobles no europeus (1840).

### Alemanya, 1837-1840
Al 1837, deixa el seu cercle d'amics a Boston i es muda a Nova York, on el seu marit obtingué una plaça en un seminari teològic. Es dirigiren immediatament després a Europa per continuar la recerca d'Edward i, durant 1837–1840, residí en la seua Alemanya natal, mentre Edward estava compromés en una missió a Palestina.
Durant aquest període ix el seu llibre que afirma que hi ha proves que els poemes ossiànics eren falsificacions de l'explorador James Macpherson. Apareix sota el títol Unächtheit der Lieder Ossian und des Macphersonschen Ossian insbesondere o The spuriousness of Ossian's songs (Leipzig, 1840).

### Nova York, 1840-1863
Entre altres, freqüentaven sa casa de Nova York lletraferits com George Bancroft, William Cullen Bryant, Bayard Taylor, i Frederick Olmsted. També fou amiga de Washington Irving a principis de 1846.
Altres obres seues en llengua alemanya foren: "Extractes de la història del primer poblament dels Estats Units", 1845, "La colonització de Nova Anglaterra", 1847, traduït a l'anglés per William Hazlitt, Jr. Tres contes originalment publicats en alemany els traduí a l'anglés la seua filla, i es publicaren amb els títols d'"Heloise, or the Unrevealed Secret" (Nova York, 1850), "Life's Discipline: a Tale of the Annals of Hungary" (1851) i The Exiles (1853). La seua ficció Exiles (orig. Die Auswanderer 1852) fou aclamada per la crítica i fou reeditada com "Woodhill, or the Ways of Providence" (1856).

### Darrers anys
Després de la mort del seu marit al 1863, torna a Alemanya i resideix a Hamburg, on el seu fill, Edward, era cònsol estatunidenc. El seu darrer treball es publica als Estats Units amb el títol "Fifteen Years, a Picture from the Last Century" (Nova York, 1870). Una col·lecció dels seus contes, Gesammelte Novellen es publicà a Leipzig al costat de la seua biografia, escrita per la seua filla (2 volums, 1874).

## Obres

### Anònimament
- Robinson, Therese Albertine L. «Popular Poetry of the Teutonic Nations». North American Review, XCI, 1836, pàg. 295.

### Com a Talvj
- Talvj (1850),  , 1850., Edward Robinson (preface), New York: Putnam , Edward Robinson (prefaci), Nova York: Putnam.
- Talvj (1825), Psyche. Ein Taschenbuch – ein Taschenbuch für das Jahr 1825. Drei Erzählungen, Halle Talvj (1825), Psyche. Ein Taschenbuch – ein Taschenbuch für dónes Jahr 1825. Drei Erzählungen, Trobi , Trobi
- Talvj (1834), Talvj (1834),  , 1834., Andover: Biblical Repository , Andover: Repositori Bíblic
- Talvj , 1835., 2 Bände, Leipzig und Halle
  - Banda 1 i Banda 2
- Talvj (1840),  , 1840., Leipzig , Leipzig
- Talvj (1850), Heloise, o El Unrevealed Secret. Un Conte, Nova York: D. Appleton & CompañíaTalvj (1850), Heloise, or The Unrevealed Secret.  , 1850.
- Talvj , 1852., Leipzig
- Talvj , 1853. (pdf d'Internet Archive), Nova York: G. P. Putnam.

### Traduccions a l'alemany
- Pickering, John , 1834., Talvi (tr.), Leipzig: Vogel.
- Walter Scott: Dau Presbyterianer - Dritte Erzählungen meines Wirths. Zwickau, 1826.
- Walter Scott: Der schwarze Zwerg - Erste der Erzählungen meines Wirths. Zwickau 1826.